# Herman Eisen
Herman Nathaniel Eisen (* 15. Oktober 1918 in Brooklyn, New York City; † 2. November 2014 in Cambridge, Massachusetts) war ein US-amerikanischer Immunologe. Ab 1961 war er ordentlicher Professor für Mikrobiologie an der Washington University in St. Louis, 1973 gehörte er zu den Gründungsmitgliedern des MIT Center for Cancer Research in Cambridge (Massachusetts). Seine Spezialgebiete waren das Entstehen von Entzündungen und insbesondere das Zusammenwirken von Antikörpern und Antigenen.

## Leben
Herman Eisen war einer von vier Söhnen jüdischer Einwanderer aus Osteuropa. In einem Nachruf in der Fachzeitschrift Nature wurde aus einer Selbstbeschreibung Eisens zitiert, der zufolge er in New York aufgewachsen sei „mit dem Gefühl, dass Antisemitismus in der Welt um uns herum allgegenwärtig war und als eine Tatsache des Lebens wie Geburt oder Tod angesehen wurde.“ Auf Anraten seines Vaters studierte er ab 1934 an der New York University Medizin statt des von ihm bevorzugten Faches Chemie, befasste sich jedoch bald insbesondere mit dem Einfluss der Struktur von Molekülen auf ihre biologische Funktion. Nachdem er eine Tuberkulose-Infektion überstanden hatte, wegen der er sein Studium ein Jahr lang unterbrechen musste, schloss er 1939 sein Medizinstudium mit dem Bachelor-Grad ab und erwarb schließlich 1943 den Abschluss als Arzt (M.D.). Danach war er von 1944 bis 1946 als Pathologe am Bellevue Hospital Center der Columbia University in New York City beschäftigt; zugleich arbeitete er im Labor des Immunologen Michael Heidelberger, dem Mitte der 1930er-Jahre als erstem der Nachweis gelungen war, dass Antikörper aus Proteinen bestehen.
1948 wurde Eisen von den National Institutes of Health für zwei Jahre ein jährliches Fördergeld von 3600 US-Dollar pro Jahr zugesprochen, so dass er sich nunmehr ganztags im Institut für Biochemie der New York University mit den Bindungseigenschaften von Antikörpern befassen konnte. Nach dem Auslaufen dieser Förderung war er kurze Zeit am Sloan Kettering Institute tätig, wechselte ab bald ans Institut für industrielle Medizin der New York University. Dort erforschte er die allergischen Reaktionen der Haut auf Dinitrobenzole – an seiner eigenen Haut und an der Haut von Meerschweinchen. Er fand heraus, dass nur jene Chemikalien die charakteristischen, juckenden Hautausschläge verursachen, die kovalente Bindungen mit Proteinen der Haut eingehen können. Diese Forschungsergebnisse veranlassten die Washington University in St. Louis, ihn 1955 auf eine Professur für Dermatologie und 1961 auf eine Professur für Mikrobiologie zu berufen. In St. Louis entwickelte er u. a. eine besonders empfindliche Methode für das Messen der Bindungsstärke von krebsverursachenden chemischen Substanzen – wie zum Beispiel die Dinitrophenole – an Proteine.
1973 wurde er auf Vorschlag von  Salvador Luria als Gründungsmitglied an das MIT Center for Cancer Research in Cambridge, Massachusetts, berufen (heute: Koch Institute for Integrative Cancer Research). Dort widmete Eisen sich auch noch nach seiner Pensionierung im Jahr 1989 der Frage, wie Krebszellen dem Immunsystem des Körpers ausweichen können, sowie u. a. dem Erforschen der chemischen Mechanismen, dank derer die Rezeptoren von T-Lymphozyten Antigene erkennen; im Besonderen erforschte seine Arbeitsgruppe die Rolle der CD8-Rezeptoren. Seine jahrzehntelange Expertise auf dem Gebiet der Immunologie fand 1990 schließlich Eingang in sein „einflussreiches Lehrbuch General Immunology“.
Herman Eisen war seit 1948 mit der Kinderärztin Natalie Aronson verheiratet, das Paar hatte fünf Kinder. Eisen blieb bis zu seinem Tod wissenschaftlich aktiv: Er verstarb im Alter von 96 Jahren, nachdem er an einem Manuskript gearbeitet und ein E-Mail an einen Fachkollegen geschrieben hatte, auf dem Weg zu seinem Fitnessstudio.

## Ehrungen
- 1969: Mitglied der National Academy of Sciences[1]
- 1965: Mitglied der American Academy of Arts and Sciences[6]

## Schriften (Auswahl)
- mit Fred Karush: The Interaction of Purified Antibody with Homologous Hapten. Antibody Valence and Binding Constant. In: Journal of the American Chemical Society. Band 71, Nr. 1, 1949, S. 363–364, doi:10.1021/ja01169a505.
- mit Fuad S. Farah und Milton Kern: The preparation and some properties of purified antibody specific for the 2,4-Dinitrophenyl group. In: Journal of Experimental Medicine. Band 112, Nr. 6, 1960, S. 1195–1210, doi:10.1084/jem.112.6.1195.
- mit Gregory W. Siskind: Variations in Affinities of Antibodies during the Immune Response. In: Biochemistry. Band 3, Nr. 7, 1964, S. 996–1008, doi:10.1021/bi00895a027.
- Immunology. Book World Promotions, überarbeitete Auflage 1973, ISBN 978-0-06-140782-6.
- General Immunology. Lippincott Williams and Wilkins, 1990, ISBN 978-0-397-50833-4.

## Belege
1. 1 2  Herman N. Eisen. Eintrag auf dem Server der National Academy of Sciences.
2. 1 2  Lisa Steiner und Hidde Ploegh: Herman Eisen (1918–2014). In: Nature. Band 516, 2014, S. 38, doi:10.1038/516038a.
3. ↑  Herman Eisen, professor emeritus of biology, dies at 96. Auf: mit.edu vom 13. November 2014.
4. ↑  Arup K. Chakraborty und Emil R. Unanue: Herman Eisen (1918–2014). In: Immunity. Band 41, Nr. 6, 2014, S. 869–870, doi:10.1016/j.immuni.2014.12.001.
5. ↑  David M. Kranz und Yuri Sykulev: Herman N. Eisen: Mentor to many. In: PNAS. Band 112, Nr. 6, 2015, S. 1650–1651, doi:10.1073/pnas.1500050112.
6. ↑  Herman N. Eisen. Eintrag auf dem Server der American Academy of Arts & Sciences.

| Personendaten    | Personendaten                |
| ---------------- | ---------------------------- |
| NAME             | Eisen, Herman                |
| ALTERNATIVNAMEN  | Eisen, Herman Nathaniel      |
| KURZBESCHREIBUNG | US-amerikanischer Immunologe |
| GEBURTSDATUM     | 15. Oktober 1918             |
| GEBURTSORT       | Brooklyn, New York City      |
| STERBEDATUM      | 2. November 2014             |
| STERBEORT        | Cambridge, Massachusetts     |